# Never Too Tender
Albums de Offenbach
Tabarnac
(1974) Offenbach
(1977)
Singles
1. High Down (mono)/High Down (stereo) (1976)
2. Never Too Tender/Running Away (1976)modifier

Never Too Tender est le troisième album studio d'Offenbach, sorti en 1976 (si on prend en compte Bulldozer, qui est la Bande Sonore du film éponyme de Pierre Harel jouée par le groupe). Ce sera le premier de deux albums anglophone du groupe, l'autre étant Rock Bottom sorti en 1980. 

## Liste des titres
| 1.    | Never Too Tender (P. Harel - G. Boulet)                              | 4:15 |
| 2.    | Running Away (P. Dégary - G. Boulet)                                 | 4:11 |
| 3.    | Balls and Rods (P. Harel - G. Boulet)                                | 2:52 |
| 4.    | Edgar (G. Boulet - P. Harel)                                         | 5:46 |
| 5.    | Love in Vain (P. Harel - G. Boulet)                                  | 3:14 |
| 6.    | Sad Song (When I'm Really Down) (P. Harel - M. Beauchamp - P. Harel) | 4:54 |
| 7.    | Everyday I Get the Blues (G. Boulet)                                 | 5:10 |
| 8.    | High Down (P. Harel - G. Boulet - J. Gravel)                         | 3:50 |
| 34:12 |                                                                      |      |

## Personnel
- Gérald Gerry Boulet : Chant, orgue Hammond B3, piano, guitare rythmique
- Jean Johnny Gravel : Guitare, chœurs
- Michel Willie Lamothe : Basse, chœurs
- Roger Wézo Belval : Batterie